# Му, Олефин
Олефин Луиза Маргарет Му (норв. Olefine Louise Margarethe Moe; 18 марта 1850, Берген — 8 ноября 1933, Ос, Акерсхус) — норвежская оперная певица, актриса
 театра, театральный режиссёр

, музыкальный педагог, театральный деятель.

## Биография
Дебютировала как драматическая актриса в Театре Христиании в 1868 году. В Норвегии в то время не было оперы, но её певческий талант был замечен, и ей разрешили играть в операх, исполняемых итальянскими оперными труппами.
После участия в нескольких оперных постановках передвижных итальянских оперных трупп она стала ученицей Фредрики Стенхаммар в Стокгольме, где в 1872 году дебютировала как оперная певица в Королевской опере. Заключила контракт с оперой на 1873—1881 годы.
В 1882—1886 годах вместе с Маттисом Лундстрёмом руководила Театром Тиволи в Кристиании, первой постоянной оперной сценой Норвегии.
Поставила как режиссёр первую оперу на родине в Христиании, при этом сыграла главные роли. До 1896 года выступала с гастролями в Стокгольме и Осло.
До 1917 года работала преподавателем вокала. В 1904 году переехала в Швецию, где её дочери Астри и Маргит работали актрисами.
Похоронена на Спасском кладбище в Осло.